# Mike B. Anderson
Pour les articles homonymes, voir Mike Anderson (homonymie) et Anderson.
Mike B. Anderson est un réalisateur américain qui a réalisé plusieurs épisodes des Simpson.

## Récompenses
- Emmy Awards 1997 : meilleur réalisateur pour l'épisode La Phobie d'Homer
- Annie Awards 1997 : meilleur achèvement individuel, catégorie direction d'une production télévisée pour l'épisode La Phobie d'Homer
- Emmy Awards 2001 : meilleur réalisateur pour l'épisode Le Cerveau

## Épisodes desSimpsonréalisés par Anderson
| Année | Titre                                     | Titre original                     | Saison | Épisode | Scénariste                                    |
| ----- | ----------------------------------------- | ---------------------------------- | ------ | ------- | --------------------------------------------- |
| 1996  | Le Vrai Faux Héros                        | Lisa the Iconoclast                | 7      | 16      | Jonathan Collier                              |
| 1996  | Simpson Horror Show VII                   | Treehouse of Horror VII            | 8      | 1       | Ken Keeler, Dan Greaney et David X. Cohen     |
| 1996  | Un monde trop parfait                     | You Only Move Twice                | 8      | 2       | John Swartzwelder                             |
| 1997  | La Phobie d'Homer                         | Homer's Phobia                     | 8      | 15      | Ron Hauge                                     |
| 1997  | La Guerre secrète de Lisa Simpson         | The Secret War of Lisa Simpson     | 8      | 25      | Richard Appel                                 |
| 1998  | La Dernière Tentation de Krusty           | The Last Temptation of Krust       | 9      | 15      | Donick Cary                                   |
| 1998  | Touche pas à mon rein                     | Homer Simpson in: 'Kidney Trouble' | 10     | 8       | John Swartzwelder                             |
| 1999  | Homer perd la boule                       | Hello Gutter, Hello Fadder         | 11     | 6       | Al Jean                                       |
| 2001  | Le Cerveau                                | HOMR                               | 12     | 9       | Al Jean                                       |
| 2001  | Triple Erreur                             | Trilogy of Error                   | 12     | 18      | Matt Selman                                   |
| 2002  | To Bart or not to Bart                    | Tales from the Public Domain       | 13     | 14      | Andrew Kreisberg, Josh Lieb et Matt Warburton |
| 2002  | Homer Like a Rolling Stone                | How I Spent My Strummer Vacation   | 14     | 2       | Mike Scully                                   |
| 2003  | Homer patron de la centrale               | C.E. D'oh                          | 14     | 15      | Dana Gould                                    |
| 2003  | Sois belle et tais-toi !                  | The President Wore Pearls          | 15     | 3       | Dana Gould                                    |
| 2004  | En Marge de l'histoire                    | Margical History Tour              | 15     | 11      | Brian Kelley                                  |
| 2004  | Ma plus belle histoire d'amour, c'est toi | The Way We Weren't                 | 15     | 20      | J. Stewart Burns                              |
| 2004  | Business Bart                             | Fat Man and Little Boy             | 16     | 5       | Joel H. Cohen                                 |
| 2005  | Le Rap de Bart                            | Pranksta Rap                       | 16     | 9       | Matt Selman                                   |
| 2005  | Le Fils à maman                           | Marge's Son Poisoning              | 17     | 5       | Daniel Chun (en)                              |
| 2006  | Les deux font le père                     | Homer's Paternity Coot             | 17     | 10      | Joel H. Cohen                                 |
| 2006  | Histoires d'eau                           | The Wettest Stories Ever Told      | 17     | 18      | Jeff Westbrook                                |
| 2006  | C'est moi qui l'ai fait !                 | Please Homer Don't Hammer 'Em      | 18     | 3       | Matt Warburton                                |
| 2008  | Mona de l'au-delà                         | Mona Leaves-a                      | 19     | 19      | Joel H. Cohen                                 |
| 2009  | Simpson Horror Show XX                    | Treehouse of Horror XX             | 21     | 4       | Daniel Chun (en)                              |
| 2015  | Halloween d'horreur                       | Halloween of Horror                | 27     | 4       | Carolyn Omine                                 |